# OCFS
OCFS は Oracle Cluster File System の略である。オラクルコーポレーションによって開発された共有ディスクファイルシステムであり GNU General Public License のもとでリリースされている。
OCFS2（バージョン 2）は Linuxカーネルのバージョン 2.6.16 に統合された。最初、「試験的」（アルファテスト）コードであるとされた。この制限は Linux バージョン 2.6.19 で削除された。
OCFS2 は OpenVMS DLM に似た分散ロックマネージャを使っているが、より単純である。